# À la Belle de Mai
Pour les articles homonymes, voir Belle de Mai (homonymie).
 (août 2017).
Albums de Renaud
Renaud cante el' Nord
(1993) Les Introuvables
(1995)
À la Belle de Mai est le 11e album studio du chanteur Renaud, sorti en 1994.
Cet album a été dirigé et arrangé par Jean-Louis Roques. Plusieurs compositeurs y ont participé : Julien Clerc (3), Jean-Louis Roques (2), Amaury Blanchard et Pierre Delas (1), Alain Labacci (1), Mourad Malki (1) et François Ovide (1), Renaud ayant signé lui-même trois musiques. 
La Belle de Mai est un quartier de la ville de Marseille.

## À la Belle de Mai
À la Belle de Mai est également le titre d'une chanson de l'album. Cette chanson vise sans le nommer Bernard Tapie. L'histoire raconte la venue d'un homme dans la ville de Marseille, qui offre des coups à boire à tout le monde, qui apprend aux gamins à jouer au football, et qui finit par chuter et repartir à Paris.
Renaud nuance en 1995 au journal L'Humanité que, Tapie étant à l'époque dans une situation inconfortable, il ne voulait toutefois pas « tirer sur l'ambulance ».

## La Médaille
La chanson antimilitariste La médaille fut diffusée sur France Inter. Cette diffusion entraîna une plainte de l’Association de soutien à l'armée française (ASAF) envers France Inter et son président Michel Boyon, jugeant les paroles offensantes pour l'armée française et les anciens combattants. En septembre 1997, le tribunal correctionnel de Paris relaxa le prévenu, considérant que la chanson contenait effectivement des offenses envers l’armée mais que seul le ministre de la Défense pouvait intenter des poursuites,.

## Titres
Toutes les paroles sont écrites par Renaud Séchan.
| 1.    | La Ballade de Willy Brouillard | Amaury Blanchard, Pierre Delas | 5:10 |
| 2.    | À la Belle de Mai              | Renaud Séchan                  | 4:39 |
| 3.    | C'est quand qu'on va où ?      | Julien Clerc                   | 3:46 |
| 4.    | Le Sirop de la rue             | Julien Clerc                   | 4:14 |
| 5.    | Devant les lavabos             | Alain Labacci                  | 3:20 |
| 6.    | Cheveu blanc                   | Mourad Malki                   | 3:49 |
| 7.    | Le petit chat est mort         | Jean-Louis Roques              | 4:46 |
| 8.    | Adios Zapata !                 | Julien Clerc                   | 4:48 |
| 9.    | Son bleu                       | Jean-Louis Roques              | 4:01 |
| 10.   | Mon amoureux                   | François Ovide                 | 3:46 |
| 11.   | Lolito Lolita                  | Renaud Séchan                  | 3:25 |
| 12.   | La Médaille                    | Renaud Séchan                  | 2:26 |
| 48:35 |                                |                                |      |

## Crédits
- Arrangements et direction musicale : Jean-Louis Roques
- Guitares : Michel-Yves Kochmann, Manu Galvin, Jean-Michel Kajdan
- Contrebasse : Yves Torchinsky
- Percussions : Denis Benarrosh
- Accordéon : Jean-Louis Roques
- Harmonica : Jean-Jacques Milteau
- Mandoline, violon, alto, ukulélé, flûtes : Sir Geoffrey Richardson
- Piano, rhodes, Hammond : Gérard Bikialo
- Piano : Bruno Fontaine
- Vibraphone : Philippe Macé
- Chœurs : Alain Labacci
- Trompette, violon, chœurs : Raul Lubo, Manuel Romero, Ramiro Jimenez, Inocente Carreno
- Polyphonie corse : Petru Guelfucci, Christophe Mac-Daniel, Mathieu Maestrini, Benoît Sarocchi
- Arrangements polyphonie : Christophe Mac-Daniel
- Enregistrement et mixage : Christophe Barello, Jean-Luc Grimard, Michel Olivier, Jeff Dominguez.
- Réalisation : Jean-Louis Roques, Thomas Davidson Noton, Renaud.

## Certification
| Pays          | Certification | Équivalence/Ventes |
| ------------- | ------------- | ------------------ |
| France (SNEP) | Platine       | 300,000            |